# Jornal da Manhã (Uberaba)
O Jornal da Manhã,  é um jornal brasileiro editado na cidade de Uberaba, na região do Triângulo Mineiro, onde circula. 
Foi fundado em 25 de julho de 1972, sucedendo o periódico "Correio Católico", por Edson Gonçalves Prata, advogado, jurista e professor.

## Histórico e circulação
"Sobre a origem do Jornal da Manhã, um grupo de empresários, liderado por Edson Prata, adquiriu o Correio Católico e implantou um estilo jornalístico dinâmico para os jornais do interior nos anos 70, estruturando seus repórteres encarregados de ressaltar o cotidiano de Uberaba e região, pois até então, a imprensa uberabense publicava mais o noticiário nacional e reservava menos espaço para as temáticas locais e regionais", segundo Eustáquio Donizeti de Paula.
"O Jornal da Manhã, em formato stadard, circula de terça-feira a domingo. Atende a um público leitor residente em Uberaba, ondefica a sua sede, e outros municípios da região do Triângulo: Delta, Conquista, Campo Florido, Conceição das Alagoas, Araxá, Araguari, Uberlândia, Veríssimo, Nova Ponte, Ituiutaba, Igarapava", como registrou em 2011 o pesquisador Guilherme Jorge de Rezende.
Em 2018 a Prefeitura Municipal adquiriu o acervo de quarenta e cinco anos do periódico para o Arquivo Público da cidade.